# أناستازيا بريخودكو
أناستازيا كونستانتينيفنا بريخودكو (الأوكرانية:Анастасія Костянтинівна Приходько; الروسية:Анастаси́я Константи́новна Прихо́дько; ولدت في 27 أبريل 1987) مغنية بوب أوكرانية فولك روك وبوب تقليدي وكونترالتو, فازت في مسابقة مصنع النجوم الروسي في عام 2007 ومثلت روسيا في مسابقة الأغنية الأوروبية في 16 مايو 2009 في موسكو، حيث حلت في المركز الحادي عشر. في عام 2014، تعهدت بعدم الأداء في روسيا مرة أخرى بسبب احتلال أجزاء من أوكرانيا.
من عام 2014 أصبحت أناستازيا بريخودكو ناشطة سياسية في القوات الموالية لأوكرانيا والموالين لأوروبا في أوكرانيا، بعد تأكيد خروجها من عالمة صناعة الموسيقى في عام 2018 ، أعلنت بريخودكو أنها قد سجلت نفسها في حزب يوليا تيموشينكو السياسي «الوطن الأم» للاتحاد الأوكراني لدخول السياسة.
شاركت بريخودكو في الانتخابات البرلمانية الأوكرانية لعام 2019 في الدائرة الانتخابية الحادية عشرة لأوكرانيا نيابة عن حزب الوطن.

## روابط خارجية
- أناستازيا بريخودكو على موقع ميوزك برينز (الإنجليزية)
- أناستازيا بريخودكو على موقع ميوزك برينز (الإنجليزية)
- أناستازيا بريخودكو على موقع ديسكوغز (الإنجليزية)
- Official Youtube channel